# Lucas Carstensen
Lucas Carstensen (Hamburg, 16 juni 1994) is een Duits wielrenner die meerdere jaren Bike Aid en Roojai Insurance reed en sinds 2025 actief is namens Team Storck-Metropol Cycling.

## Carrière
In 2014 mocht Carstensen, na onder meer veertiende te zijn geworden op het nationale kampioenschap op de weg voor beloften, stage lopen bij Bike Aid-Ride for Help. Tijdens deze stageperiode reed hij onder meer de Ronde van het Münsterland en de Ronde van Rwanda.
In 2015 was Carstensen dicht bij zijn eerste UCI-zege: in de zesde etappe van de Ronde van Costa Rica sprintte enkel Mauro Richeze sneller. Twee jaar later werd hij achtste in de door Ahmet Örken gewonnen GP Al Massira. Zijn eerste zege behaalde hij in april 2017: de Duitser won de eerste etappe in de Ronde van Senegal. Later won hij ook de zesde en achtste etappe. Omdat hij in zeven van de acht etappes bij de beste vier renners eindigde (alleen in de tweede etappe werd hij twaalfde), eindigde hij bovenaan het puntenklassement. In de tweede etappe van de Ronde van Tunesië was hij de beste van een groep van drie, waardoor hij de leiderstrui overnam van zijn landgenoot Benjamin Stauder.
In 2018 maakte Carstensen de overstap naar Bike Aid, de ploeg waarbij hij in 2014 al stage had gelopen. In januari behaalde hij zijn eerste overwinning: in de eerste etappe van La Tropicale Amissa Bongo bleef hij Adrien Petit en Youcef Reguigui voor in de massasprint. 2019 begon hij met een overwinning in de Turkse Grote Prijs van Alanya. Wat zijn laatste overwinning bleek van het seizoen. In de twee jaren die volgden boekte hij in totaal zes etappezeges in de Ronde van Thailand. In 2023 maakte hij de overstap naar Roojai Insurance waar hij samen kwam te rijden met de Nederlander Adne van Engelen. Carstensen zegevierde onder meer in de New Zealand Cycle Classic en de Ronde van Sharjah.
Na twee seizoenen bij de Thaise wielerploeg te hebben gereden maakte hij per 2025 de overstap naar het Duitse Team Storck-Metropol Cycling, wat eveneens op continentaal niveau actief is.

## Overwinningen
2017
1e, 6e en 8e etappe Ronde van Senegal
Puntenklassement Ronde van Senegal
2e etappe Ronde van Tunesië
Puntenklassement Ronde van Tunesië
3e etappe Ronde van Xingtai
2018
1e etappe La Tropicale Amissa Bongo
5e etappe An Post Rás
2e etappe Ronde van Hainan
2019
Grote Prijs van Alanya
1e en 8e etappe Ronde van het Poyangmeer
2020
2e etappe Ronde van Roemenië
2e en 5e etappe Ronde van Thailand
2021
1e, 2e, 4e en 5e etappe Ronde van Thailand
Puntenklassement Ronde van Thailand
2022
1e etappe Ronde van Roemenië
2e etappe Ronde van Iran (Azerbeidzjan)
2023
5e etappe New Zealand Cycle Classic
5e etappe Ronde van Sharjah
1e en 2e etappe Ronde van Iran (Azerbeidzjan)
1e etappe Ronde van Binzhou
Eind- en puntenklassement Ronde van Binzhou
2024
Bueng Si Fai International Road Race
2025
2e, 3e, 9e en 10e etappe Ronde van Kameroen
Puntenklassement Ronde van Kameroen

## Ploegen
- 2014 –  Bike Aid-Ride for Help (als stagiair vanaf 1 augustus)
- 2018 –  Bike Aid
- 2019 –  Bike Aid
- 2020 –  Bike Aid
- 2021 –  Bike Aid
- 2022 –  Bike Aid
- 2023 –  Roojai Online Insurance
- 2024 –  Roojai Online Insurance
- 2025 –  Team Storck-Metropol Cycling

Akanga · Bichlmann · Craven · Debesay · Dörle · Fritz · Hantzsch · Hümbert · Keunecke · Lechner · Mayer · Meron · Pria · Schäfer · Schnapka · Stockhausen · Wills · Wolf · Carstensen (stagiair) · Exner (stagiair)
Abraham · Bichlmann · Carstensen · van Engelen · Holler · Kagimu · Kangangi · Kipkemboi · Langat · Lechner · Schäfer · Schnapka · Teshome · Thömel